# Delaware North

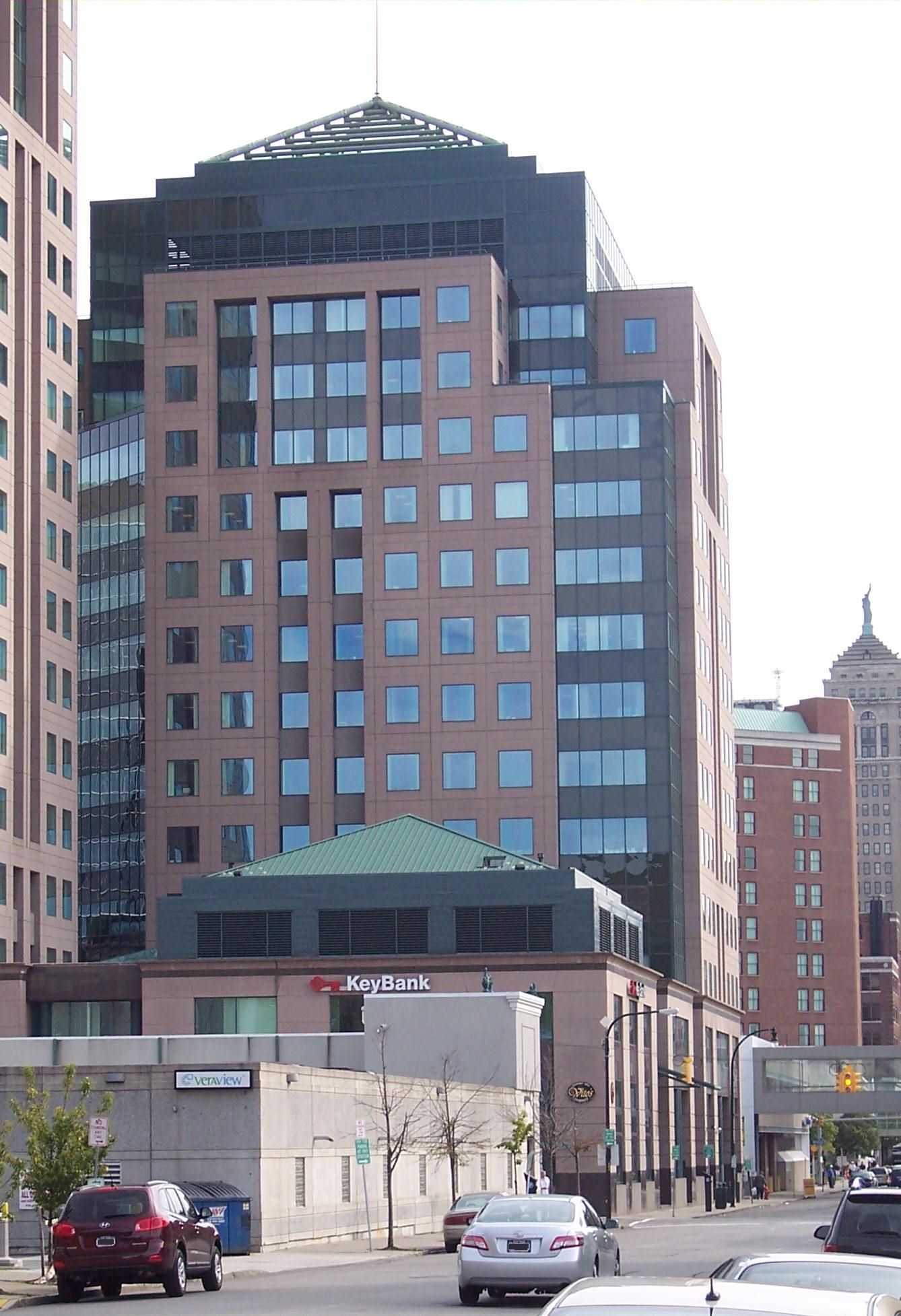
Hoofdzetel van Delaware North in Buffalo (New York).

Delaware North Companies, beter bekend als Delaware North of DNC, is een multinational in de dienstensector dat haar hoofdzetel in Buffalo, in de Amerikaanse staat New York, heeft. Het bedrijf, dat in 1915 werd opgericht om kraampjes uit te baten in cinema's en stadia, stelt nu wereldwijd meer dan 55.000 mensen te werk. Delaware North is concessiehouder en uitbater van winkel- en horeca-aangelegenheden in stadia, op internationale sportevenementen en op luchthavens en verzorgingsplaatsen, uitbater van honden- en paardenrenbanen en casino's en concessiehouder van toeristische faciliteiten in natuurgebieden en andere trekpleisters. 